# NGC 3377
NGC 3377是一个位于狮子座的椭圆星系，距离地球2600万光年，直径约4万光年，属于M96星系群。星系内有一超大質量黑洞，质量为8.0+0.5
−0.6×107 M☉.。伴星系NGC 3377A亮度较小，位于NGC 3377西北7.1弧分处。

## 画廊

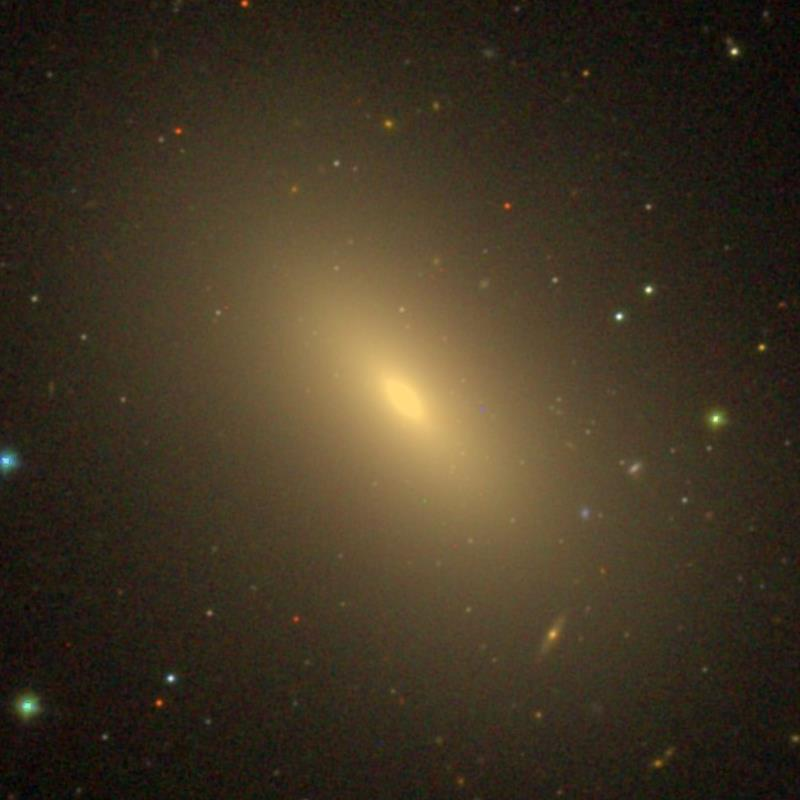
SDSS拍摄的NGC 3377